# Тог-Дер
Тог-Дер (сомал. Wabi Togdheer) — сезонная река, протекающая в провинциях Тогдер и Соль на северо-западе Сомалиленда, непризнанного государства на территории Сомали.
Река берёт начало в предгорьях гор Голис, течёт на юг через город Буръо и заканчивается на равнинах в восточной части провинции Тогдер и на севере провинции Соль.
Регион назван в честь данного топонима, означающего «длинное русло реки»: сомал. Tog — русло реки и сомал. dheer — длинный.